# Alice Milliat

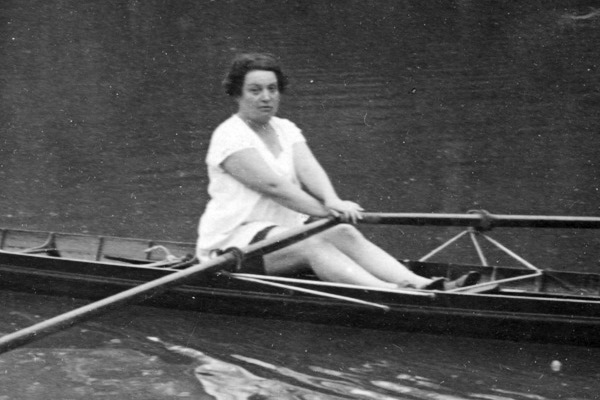
Alice Milliat, etwa im Jahr 1913 im Ruderboot

Alice Milliat (* 5. Mai 1884 in Nantes als Alice Million; † 19. Mai 1957 in Paris) war eine französische Schwimmerin, Hockeyspielerin und Ruderin sowie Sportfunktionärin und Kämpferin für Frauenrechte. Sie gründete u. a. den Internationalen Frauensportverband FSFI und organisierte 1921 die ersten Frauen-Weltspiele.

## Leben
Als eines von fünf Kindern von Hyppolite und Joséphine Million stammte sie aus der unteren Mittelschicht (ihre Eltern führten einen Laden) und heiratete als 20-Jährige Joseph Milliat, der wie sie aus Nantes kam. Gemeinsam zogen sie nach London, wo er eine Arbeit als Kaufmännischer Angestellter gefunden hatte. Sie arbeitete zugleich als Hauslehrerin. So erhielt sie als Begleiterin der Familie auf Reisen in die USA und nach Skandinavien Zugang zum Lebensstil der Wohlhabenden und sie lernte Englisch. 1907 kehrte das Paar nach Nantes zurück. Ihr Mann stab kurz darauf. Sie blieb fortan unverheiratet.
In England wurde sie mit den Forderungen des Feminismus vertraut und Mitglied der Women’s Social and Political Union. In Frankreich gehörte sie zu den Unterstützerinnen von Jane Misme. Nach dem Tod ihres Mannes zog sie nach Paris. Sie trieb verschiedene Sportarten, nahm an Autorennen teil, fuhr ein Ruderrennen über die Distanz von 80 km und wurde Mitglied von Fémina Sport Paris, von der sie schon bald die Schatzmeisterin und ab 1915 auch die Vorsitzende wurde. In dieser Eigenschaft gründete sie den französischen Frauensportverband FSFSF mit (Fédération des sociétés féminines sportives de France) und mit diesem den Internationalen Frauensportverband FSFI (Fédération sportive féminine internationale). Bereits 1935 verließ sie die Verbandssportszene. Durch ihren Pragmatismus (Vizepräsident des Frauensportverbandes wurde entgegen den Wünschen der Feministinnen der Deutsche Walter Bergmann) und durch die erstmals 1921 von ihr organisierten Frauenweltmeisterschaften Frauen-Weltspiele setzte sie den internationalen, durch Männer dominierten Sport unter Druck und erreichte die Aufnahme von mehr Frauenwettbewerben bei den Olympischen Spielen. Einige Jahre zuvor, 1919, wandte sie sich mit einem Brief an das Internationale Olympische Komitee IOC und forderte die Gleichberechtigung von Frauen bei den Spielen 1920 in Antwerpen, was jedoch vom IOC abgelehnt wurde.
Die durch Alice Milliat erstmals veranstalteten Frauen-Weltspiele vom 24. bis zum 31. März 1921 fanden in Monte Carlo statt. Es nahmen um die 100 Sportlerinnen aus England, Frankreich, Italien und der Schweiz teil.
Viele Sportstätten in Frankreich tragen heute ihren Namen. Bei der Eröffnungsfeier der Olympischen Sommerspiele 2024 in Paris wurde eine Statue von ihr enthüllt und anschließend der Stadt übergeben.